# Scopula clarissima
Scopula clarissima là một loài bướm đêm trong họ Geometridae.